# Hoya thailandica
Hoya thailandica är en oleanderväxtart som beskrevs av Thaithong. Hoya thailandica ingår i släktet Hoya och familjen oleanderväxter. Inga underarter finns listade i Catalogue of Life.